# German Institute of Development and Sustainability

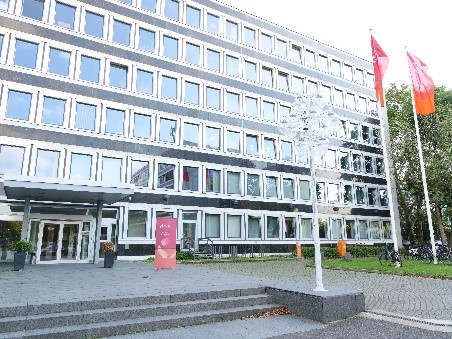
Verwaltungssitz in Bonn Tulpenfeld 6

Das German Institute of Development and Sustainability gGmbH (IDOS, sprich: ˈaɪ̯dɔs) ist eine staatliche Forschungseinrichtung zu Fragen internationaler Entwicklungspolitik mit Sitz in Bonn.

## Geschichte
Das Institut wurde 1964 als gemeinnützige Gesellschaft mit beschränkter Haftung in Berlin unter dem Namen Deutsches Institut für Entwicklungspolitik (DIE) gegründet und hat seit 2000 seinen Sitz im Bonner Tulpenfeld. Finanziert wird die Arbeit überwiegend aus öffentlichen Mitteln; die Gesellschafter sind zu 75 % die Bundesrepublik Deutschland und zu 25 % das Land Nordrhein-Westfalen. Am 23. Juni 2022 wurde das Institut in German Institute of Development and Sustainability (IDOS) umbenannt.
Die Organisation ist Mitglied der Johannes-Rau-Forschungsgemeinschaft sowie der Arbeitsgemeinschaft der Ressortforschungseinrichtungen. Am IDOS arbeiten etwa 180 Mitarbeiter, davon rund zwei Drittel im wissenschaftlichen Bereich. Seit dem 1. März 2020 leitet Anna-Katharina Hornidge das IDOS als Direktorin. Von 2003 bis 2018 wurde das Institut von Dirk Messner geleitet.

## Arbeitsweise und Ziele
Das IDOS unterstützt durch interdisziplinäre Forschung, Beratung und international ausgerichtete Ausbildung eine Gemeinwohlpolitik in globaler Entwicklung und internationaler Kooperation. Es berät auf der Grundlage unabhängiger Forschung öffentliche Institutionen in Deutschland und weltweit. Das Institut arbeitet mit Forschungsnetzwerken und Partnern aus Wissenschaft und Praxis in allen Weltregionen zusammen.

## Aufgaben
Die zentralen Aufgaben des Instituts sind:
- Forschung in den Bereichen Entwicklungstheorie und Entwicklungspolitik,
- Beratung von deutschen und internationalen Akteuren und Institutionen der Entwicklungszusammenarbeit,
- Ausbildung von Hochschulabsolventen im Rahmen eines neunmonatigen Postgraduierten-Programms für eine Laufbahn im Berufsfeld der Entwicklungszusammenarbeit und Fortbildung von Nachwuchsführungskräften aus Schwellenländern und Europa im Rahmen der Managing Global Governance (MGG) Academy.[5]

## Forschung
Die wissenschaftlichen Mitarbeiter des IDOS konzentrieren sich auf vier Forschungsprogramme:
- Inter- und transnationale Zusammenarbeit
- Transformation der Wirtschafts- und Sozialsysteme
- Umwelt-Governance und Transformation zur Nachhaltigkeit
- Transformation politischer (Un-)Ordnung: Institutionen, Werte und Frieden

Komplementär zu den Fragen, die in den Programmen bearbeitet werden, fokussiert sich das Institut auf folgende Querschnittsthemen:
- Gemeinwohlpolitik in Afrika
- Soziale Fliehkräfte und soziale Kohäsion
- Transformation zur Nachhaltigkeit

Das IDOS forscht zu den Weltregionen Afrika, Naher Osten und Nordafrika, Lateinamerika, Ostasien, Südasien sowie Zentralasien und östliches Europa.

## Beratung
Das Institut berät auf deutscher, europäischer und internationaler Ebene. Ziel ist es, weltweite Diskurse auf dem Gebiet der internationalen Politik und Zusammenarbeit und nachhaltiger Entwicklung zu bündeln, daraus politikrelevante Konzepte zu entwickeln sowie Stellung zu transnationalen und globalen Fragen zu nehmen und mögliche Lösungen aufzuzeigen. Das IDOS berät insbesondere das Bundesministerium für wirtschaftliche Zusammenarbeit und Entwicklung (BMZ) und andere Bundesministerien, den Bundestag, die europäischen Institutionen, internationale Organisationen, deutsche öffentliche Institutionen der Entwicklungszusammenarbeit und andere politikgestaltende Institutionen und Netzwerke.
Darüber hinaus wird die Forschungskooperation mit afrikanischen Thinktanks systematisch ausgebaut; dabei spielt die vom IDOS mitbegründete T20 Africa Standing Group eine zentrale Rolle.

## Ausbildungsprogramme
Die Agenda 2030 für nachhaltige Entwicklung und die internationale Ausrichtung der Forschung am IDOS sind auch Leitlinien seiner akademischen Ausbildungsprogramme. Es bietet zwei Ausbildungsprogramme an und organisiert Fortbildungen für Führungskräfte sowie individuell zugeschnittene Workshops und Seminare. Beide Ausbildungsprogramme werden in Bonn durchgeführt und durch das BMZ finanziert.

### Postgraduierten-Programm
Im Rahmen seines neunmonatigen Postgraduierten-Programms bereitet das IDOS jährlich 18 Hochschulabsolventen auf Führungsaufgaben in der Entwicklungszusammenarbeit vor. Die rund 1000 Alumni des Programms bilden ein globales Netzwerk stehen meist weiterhin im Austausch mit dem IDOS. Bekannte Alumni sind beispielsweise Achim Steiner, Jutta Frasch, Hans-Joachim Preuß oder Ingrid-Gabriela Hoven.

### Managing Global Governance Academy
Das Programm Managing Global Governance (MGG) bietet eine Plattform für Qualifizierung, Wissenskooperation und Politikdialog von staatlichen und nichtstaatlichen Akteuren aus Schwellenländern und Deutschland / Europa. Zentrales Element des Programms ist die 2007 gegründete MGG Academy, ein 3,5-monatiges Dialog- und Weiterbildungsprogramm für Nachwuchsführungskräfte.

### BMZ African-German Leadership Academy
Dabei handelt es sich um ein Fortbildungs- und Dialogprogramm für Nachwuchsführungskräfte aus Äthiopien, Côte d’Ivoire, Ghana, Kenia, Marokko, Sambia, Senegal, Tunesien und Togo. Das Programm trägt von 2024 an den Namen Shaping Futures.

## Publikationsreihen
Das Institut gibt eigenständige Publikationsreihen heraus, in denen die Wissenschaftler des IDOS und Gastautoren regelmäßig ihre aktuellen Forschungsergebnisse und ihre Meinung zu neuesten Entwicklungen und Themen der internationalen Entwicklungspolitik veröffentlichen.
- Die aktuelle Kolumne
- Zweiseiter / Two Pager
- Analysen und Stellungnahmen
- Briefing Paper
- Studies
- Discussion Paper
- einen monatlichen Newsletter

## Bibliothek und Dokumentation
Das IDOS verfügt über eine öffentlich zugängliche, wissenschaftliche Spezialbibliothek. Sie hat keinen definierten Sammelauftrag, sondern unterstützt die Wissenschaftler des Instituts projektorientiert in der Literaturversorgung. Der Bestand umfasst knapp 20.000 gedruckte Bände sowie den elektronischen Zugang zu zahlreichen Datenbanken, Zeitschriftenpaketen und Einzeltiteln in den Forschungsbereichen Entwicklungszusammenarbeit, Internationale Beziehungen und Politik, globale Gemeinwohlpolitik, globaler und nachhaltige Entwicklung sowie Area Studies. Die Bibliothek des IDOS ist außerdem Teil des „Fachinformationsverbundes Internationale Beziehungen und Länderkunde“ und arbeitet am Aufbau der Datenbank „World Affairs Online“ mit, einer Datenbank zu Fragen der internationalen Beziehungen und Länderkunde.